# پس از تمرین
پس از تمرین (به سوئدی: Efter repetitionen) فیلمی سوئدی در ژانر درام به کارگردانی اینگمار برگمان محصول سال ۱۹۸۳ است.

## داستان فیلم
«هنریک» (یوزفسون)، کارگردان پابه‌سن گذاشته تئاتر، گذشته و آلام و رنج‌هائی را که به‌ویژه برای بازیگران زن اجراهایش به بار آورده، مرور می‌کند. او که در حال تمرین اجرائی از یک نمایش «استریندبرگ» است، نسبت به «آنا» (اولین)، زن جوان نقش اول نمایش، کششی در خود حس می‌کند اما این را پنهان نگه می‌دارد، سرانجام طی بحثی طولانی که پس از یکی از تمرین‌ها میان او و «آنا» درمی‌گیرد، کارگردان و بازیگر رابطه زندگی و تئاتر را پُر از تلخ کامی‌های ناگزیر می‌یابند و «هنریک» به یاد می‌آورد که زمانی رابطه بدفرجامی با مادرِ «آنا»، «راکل» (تولین)، یک زن بازیگر دیگر، داشته‌است…

## دربارهٔ فیلم
این فیلم تلویزیونی را برگمان یک سال پس از فانی و الکساندر که به ادعای خود او قرار بود آخرین فیلمش باشد، ساخت. پس از تمرین ادای دینی است به تئاتر، به‌عنوان یکی از دل‌مشغولی‌های اساسی برگمان و فقط استادی او است که به فیلم درآمدن چنین دست‌مایه‌ای را توجیه می‌کند. تمام فیلم در یک صحنه ثابت که همان دکور نمایش استریندبرگ است، می‌گذرد و حول برخوردهای سه شخصیت (با سه بازی خیره کننده) پیش می‌رود. به‌رغم این که ظاهراً پشت صحنه یک نمایش را شاهدیم، حرکت‌ها و رفتارها آشکارا خود برازنده یک اجرای بی‌نقص هستند.